# Силвашварад
Силвашварад (мађ. Szilvásvárad) је насељено место у Мађарској. Силвашварад је један од насеља у оквиру жупаније Хевеш.

## Локација
Силвашварад је реномирано одмаралиште које се налази дуж железничке пруге Егер–Путнок и путева бр. 2506 и 2508, са железничком станицом (стајалиште Силвашварад-Салајкавелђ) и железничком станицом (железничка станица Силвашварад). Овај други опслужује пут 25 306, који се одваја од пута 2508.

## Историја
Силвашварад је веома старо насеље. Подручје око планине Бик је већ било насељено људима из каменог доба. ископавања у пећини Ишталош камен открила су налазе старе 35–40.000 година.
Током гвозденог доба на подручју села појављују се Скити, а потом и Келти. Године 1962. откривене су скитске гробнице током изградње пута. Налазе (нпр. низ од 21 бисера, бронзану наруквицу, велики врх копља) спасили су Ласло Пап, Золтан Кенђел и Ђула Гал. Археолози су такође открили трагове Келта у области арене за јахање (Lipicai Lovasközpont). Пронађене су зделе, врчеви, лонци, алати за предење, жрвњеви разних облика, млински камен, уникатна наруквица од лигнита, гвоздене шипке. После њих су се населили Авари, а потом и словенски народи, Аваре су касније потчинили Франци.  Према историчару Саму Боровском (1860-1912), Геренавар и Елесковар су изграђени на словенским прстенастим утврђењима, њихове рушевине се и данас могу видети. Реч варад у називу насеља може се односити на некадашње тврђаве висоравни Бик: Геренавар и Елесковар. Вероватно су различити облици израза „варад“ (што значи мала тврђава, мали замак) били у употреби већ у 11.-12. веку. Можда су се појавили на прелазу векова. Назив „Варад“ није захтевао присуство замка у близини насеља. Према историчару Алфреду Лехоцком, назив је више био везан за изградњу краљевске дворске организације и изражавао је припадност краљевом замку.
Након мађарскох освајања ових простора, ловци који су припадали клану Уг населили су област између Упонија, Дедеша и Силвашвара. Претпоставља се да је у 12. веку био власништво породице Боршок из клана Мишкоц до 1332. године, када га је мађарски краљ Карло Роберт поклонио породици Сечи. Писане форме имена села из овог времена познајемо из папске десетине епархије Егер, где се оно наводи као феудално кметовско село у облику Варад – Варада – Варад.

## Становништво
Године 2001. 99% становништва насеља се изјаснило као Мађари, а 1% као Роми.
Током пописа из 2011. године, 78,5% становника се изјаснило као Мађари, 1% као Роми, а 0,8% као Немци (21,4% се није изјаснило; због двојног идентитета, укупан број може бити већи од 100%). Верска дистрибуција је била следећа: римокатолици 25,5%, реформисани 28,1%, лутерани 0,4%, гркокатолици 0,3%, неконфесионални 12,6% (32,4% се није изјаснило).
У 2022. години, 92,5% становништва се изјаснило као Мађари, 0,9% као Немци, 0,5% као Роми, 0,1-0,1% као Румуни, Русини, Украјинци и Словаци и 3,9% као друге, недомаћинске националности (7,3% се није изјаснило; због двојног идентитета може бити 10%). Према њиховој религији, 24,6% су били римокатолици, 22,9% калвинисти, 0,9% гркокатолици, 0,4% лутерани, 0,8% остали хришћани, 1,5% остали католици, 12,3% неконфесионални (36,4% није одговорило).